# 쿠노 피셔
쿠노 피셔(Kuno Fischer, 1824년 7월 23일 ~ 1907년 7월 5일)는 독일의 철학자이다. 태어날 당시의 이름은 에른스트 쿠노 베르톨트 피셔(Ernst Kuno Berthold Fischer)였다.
슐레지엔의 산데발데 (Sandewalde)에서 출생하여, 라이프치히·할레·하이델베르크 대학을 졸업하였다. 예나·하이델베르크의 각 대학 교수를 지냈으며, 헤겔 학자로 인정되고 있으나, 헤겔을 통하여 신칸트 파를 제창한 사람 중 한 사람이다.
《칸트의 생애와 철학의 기초》, 《임마누엘 칸트 비판 철학의 발달사와 체계》에 의하여 칸트의 철학을 부흥시켰으며, 스피노자의 속성을 실재론적으로 해석하였다. 그는 독일 철학사 연구의 황금 시대를 이룩하였다. 그의 저서 《근세 철학사》10권은 연구자들에게 큰 도움이 되고 있다. 또한 그는 독일 고전 문학의 미학적 분석을 남겼다.